# Yunga

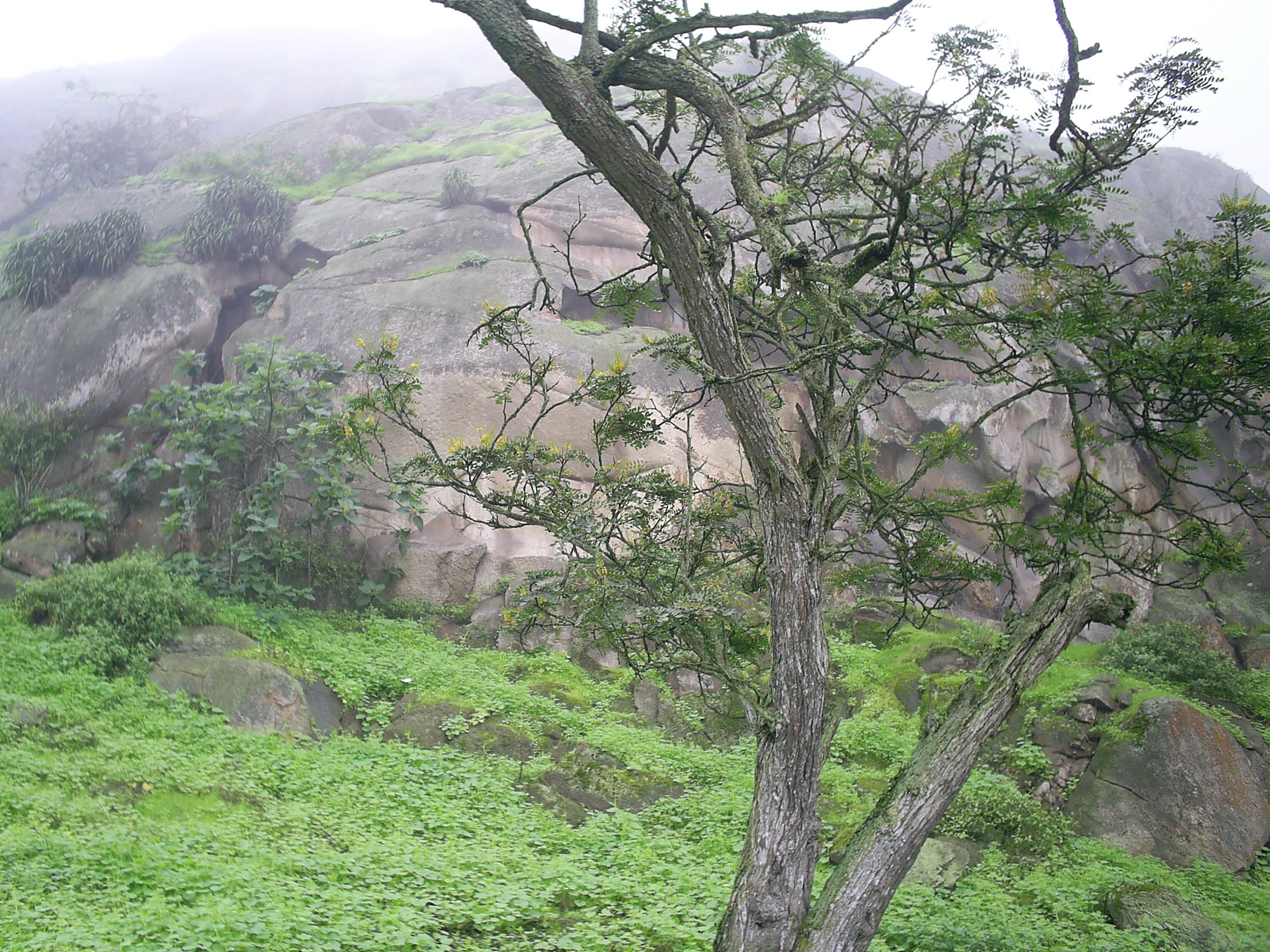
Lomas de Lachay, Lima, Peru

Yunga (aus Quechua Yunka, „Gebiet mit ungesundem, heiß-feuchtem Klima“; auch Yunca) ist eine Höhenstufe beiderseits der tropischen Anden in Höhenlagen von 500 bis 2300 Metern (nach Javier Pulgar Vidal) und entspricht damit der montanen Bergwaldstufe.

## Yunga Costal
In der Yunga gibt es viele enge Täler und steile, vegetationslose Abhänge. Das Klima ist sehr heiß. In der westlichen Yunga zur Küste hin (yunga costal) ist es nur wenig feucht.

## Östlicher Yunga – Yunga Fluvial
Die Yunga Fluvial bezeichnet die Landschaft am Abhang zum Amazonasbecken. Sie ist von tropischem Gebirgsregenwald sowie Wolkenwald bedeckt ist, eine hohe relative Luftfeuchtigkeit und starke Niederschläge aufweist.

## Südandine Yunga
Die südandinen Yungas sind ein Teil der östlichen Yungas, die vor allem in das Becken des Río Paraná entwässern. In den Yungas entspringen unter anderem die Flüsse Río Salado und Río Bermejo. Sie liegen als schmaler Streifen am Übergang vom Gran Chaco in die Puna im südlichen Bolivien (v. a. Departamento Tarija) und nordwestlichen Argentinien (Salta, Jujuy, Tucumán und Catamarca). Sie weisen randtropische bis subtropische Charakteristiken auf und bilden Wolkenwälder und Nebelwälder am Abhang der Anden und der Sierras Pampeanas.
Im nordwestlichen Argentinien befindet sich ein Bevölkerungsschwerpunkt mit den Städten Salta, Jujuy und Tucumán in den Yungas.

### Vegetationsstufen
Die Selva pedemontano (submontaner Vorgebirgswald) stellt den Übergang vom trockenen Chaco in den feuchten Bergwald dar. Das Klima ist heiß, aber deutlich feuchter als im Chaco. Viele der Arten sind auch in den angrenzenden Trockenwäldern zu finden, einige Bäume werfen ihr Laub in der kurzen Trockenzeit ab. Epiphyten und Lianen sind häufig anzutreffen.
Die Selva montana ist ein Wolkenwald mit noch deutlichen Stockwerksaufbau. Starker Bewuchs mit Epiphyten; vor allem Tillandsien sind häufig.
Der Bosque montano (Bergwald) ist ein Nebelwald aus niedrigen Bäumen und Büschen. Nachtfröste sind häufig, die Zahl der Epiphyten geht wieder deutlich zurück.
Der Pastizal de neblina ist eine Vegetationsform aus offenen Grasland.

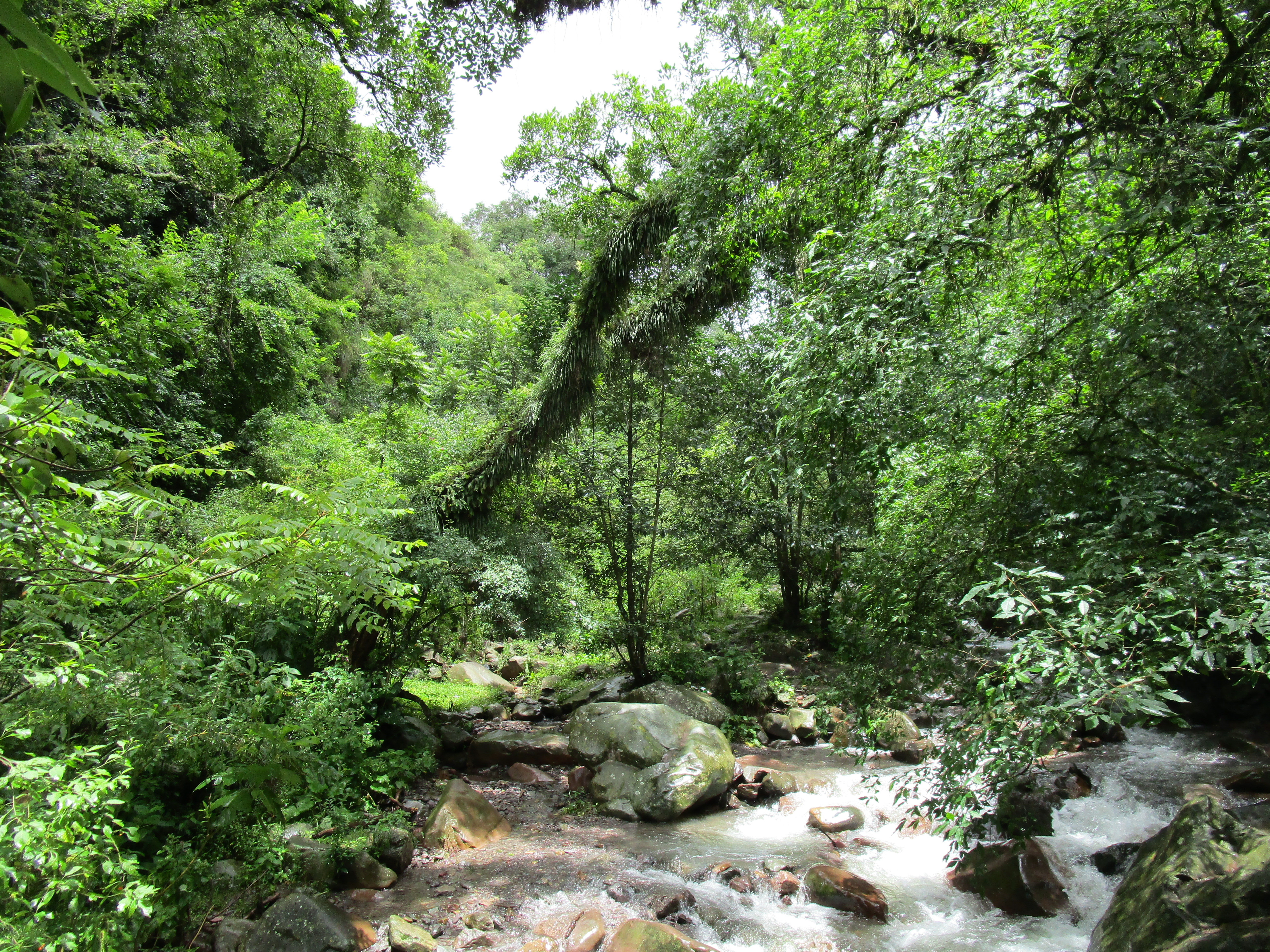
Río San Lorenzo in den argentinischen Yungas bei Salta, Argentinien
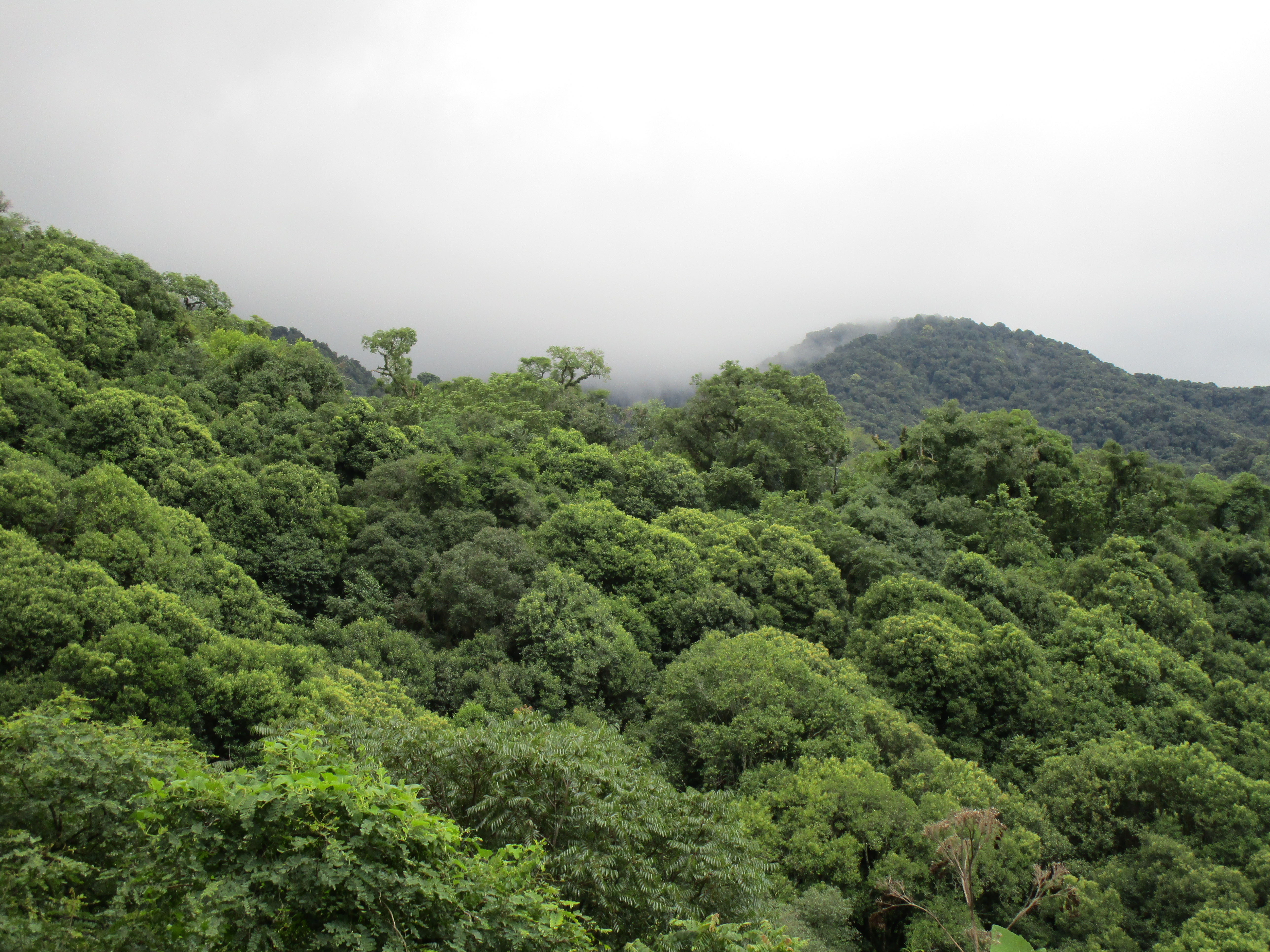
Yungas bei Salta, Argentinien
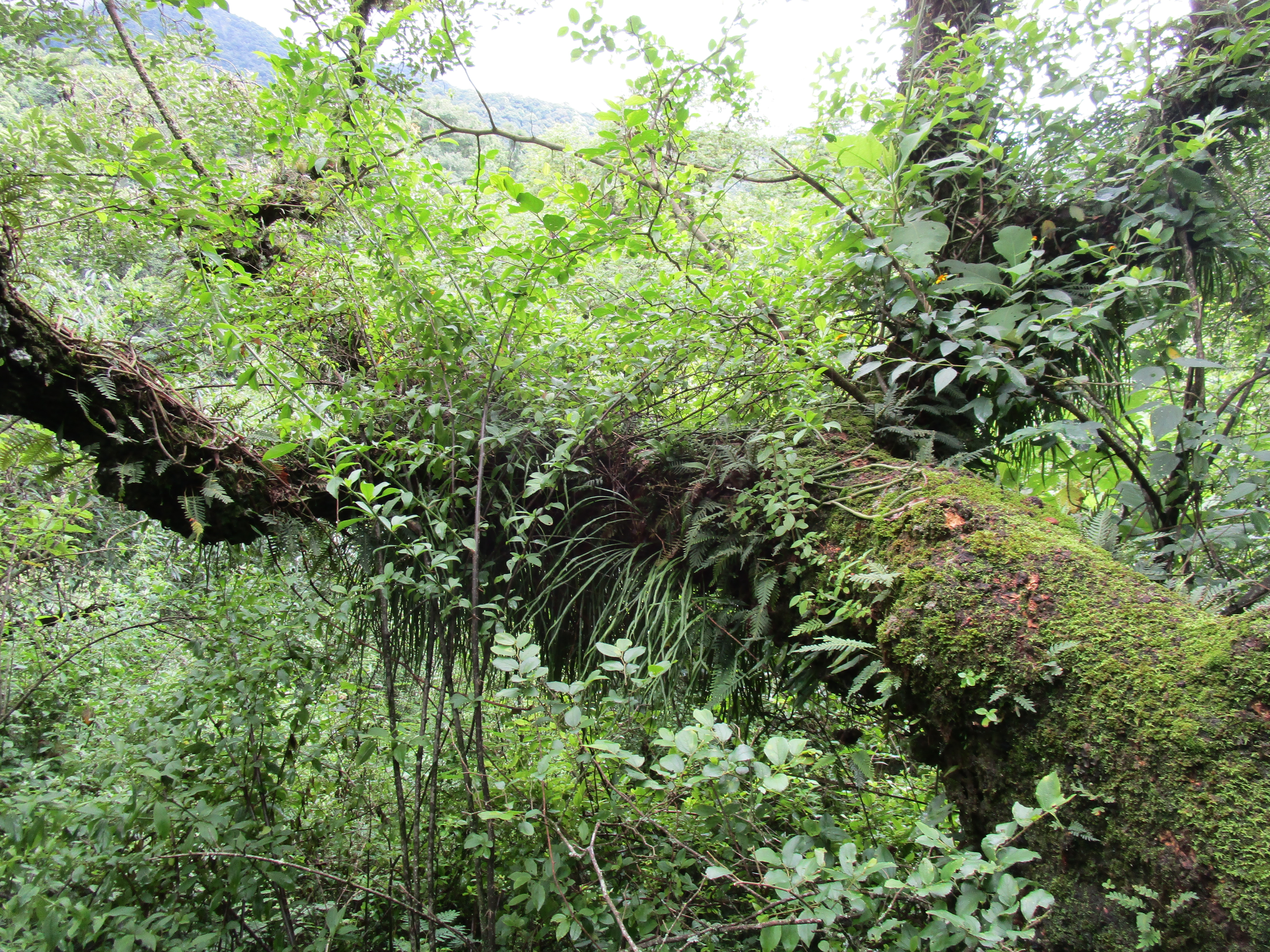
Typische mit Epiphyten bewachsene Äste bei Salta, Argentinien
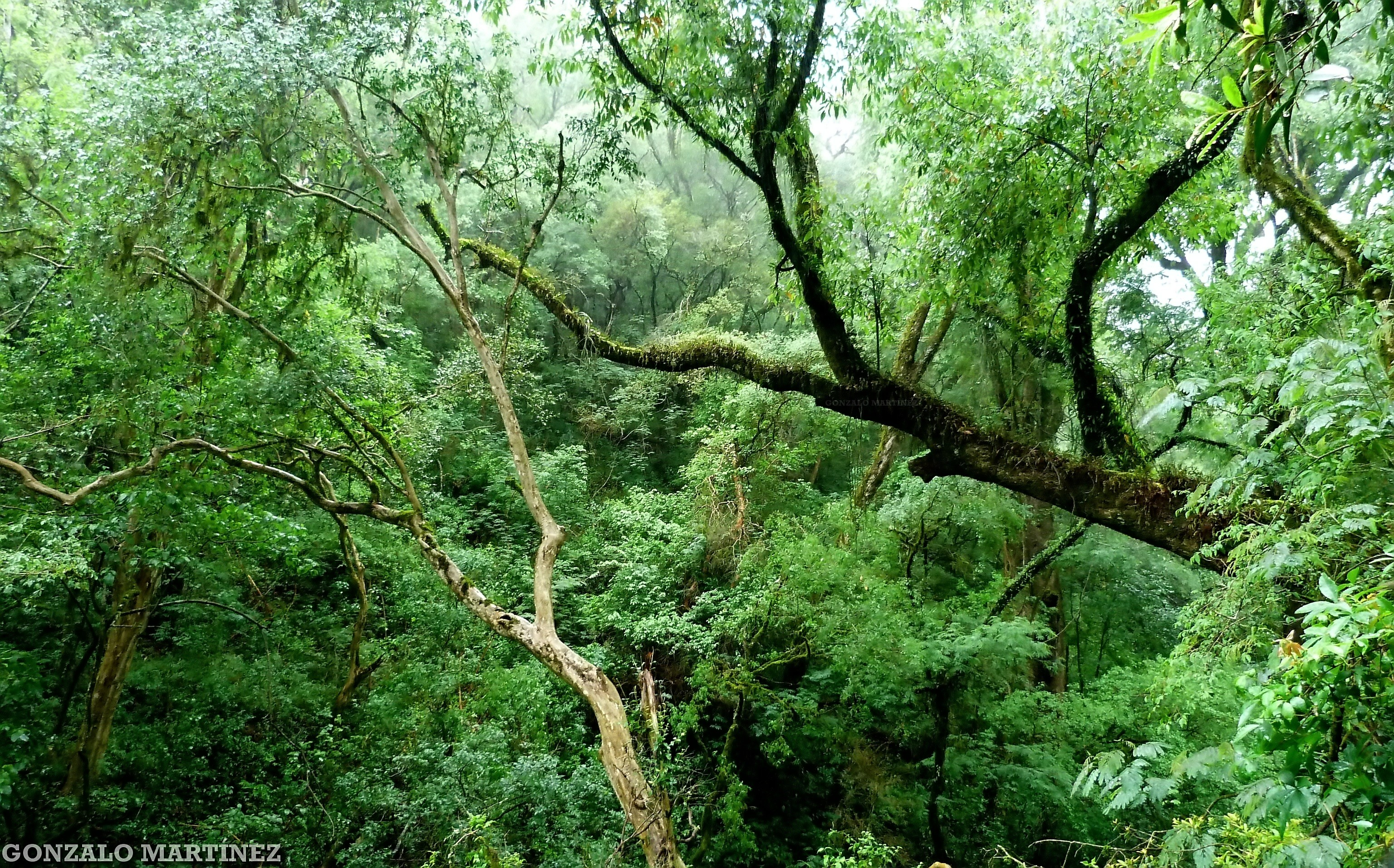
Yungas in der Provinz Catamarca
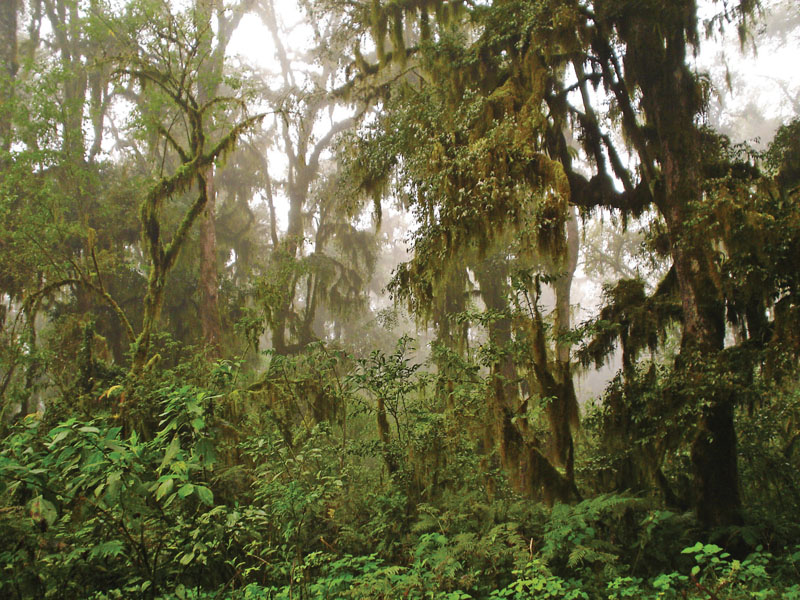
Yungas bei San Andres, Salta

## Fauna
Zwei häufige einheimische Vögel sind eine Spottdrossel-Art, Mimus longicaudatus (Quechua: chawkatu), und der ihr ähnliche Taurigaray (tawriqaray, „Gib mir Lupinensamen!“).

## Landwirtschaftliche Nutzung
Die Talgründe des Yunga sind sehr fruchtbar. Einige wichtige einheimische Nutzpflanzen des Yunga sind Peruanischer Pfefferbaum (molle bzw. Quechua mulli), Avocado (Quechua palta), Lucuma, Cherimoya und Guave (sawintu). Des Weiteren werden eingebürgerte Kulturpflanzen angebaut, darunter Pflaume, Zitrusfrüchte und Zuckerrohr.